# Fassuta
Fassuta es un concejo local israelí  de la Galilea localizado en la ladera noroeste del monte Merón en el Distrito Norte de Israel, al sur de la frontera con el Líbano.  En el 2015 tenía una población de 3,026 habitantes, en su mayoría cristianos.

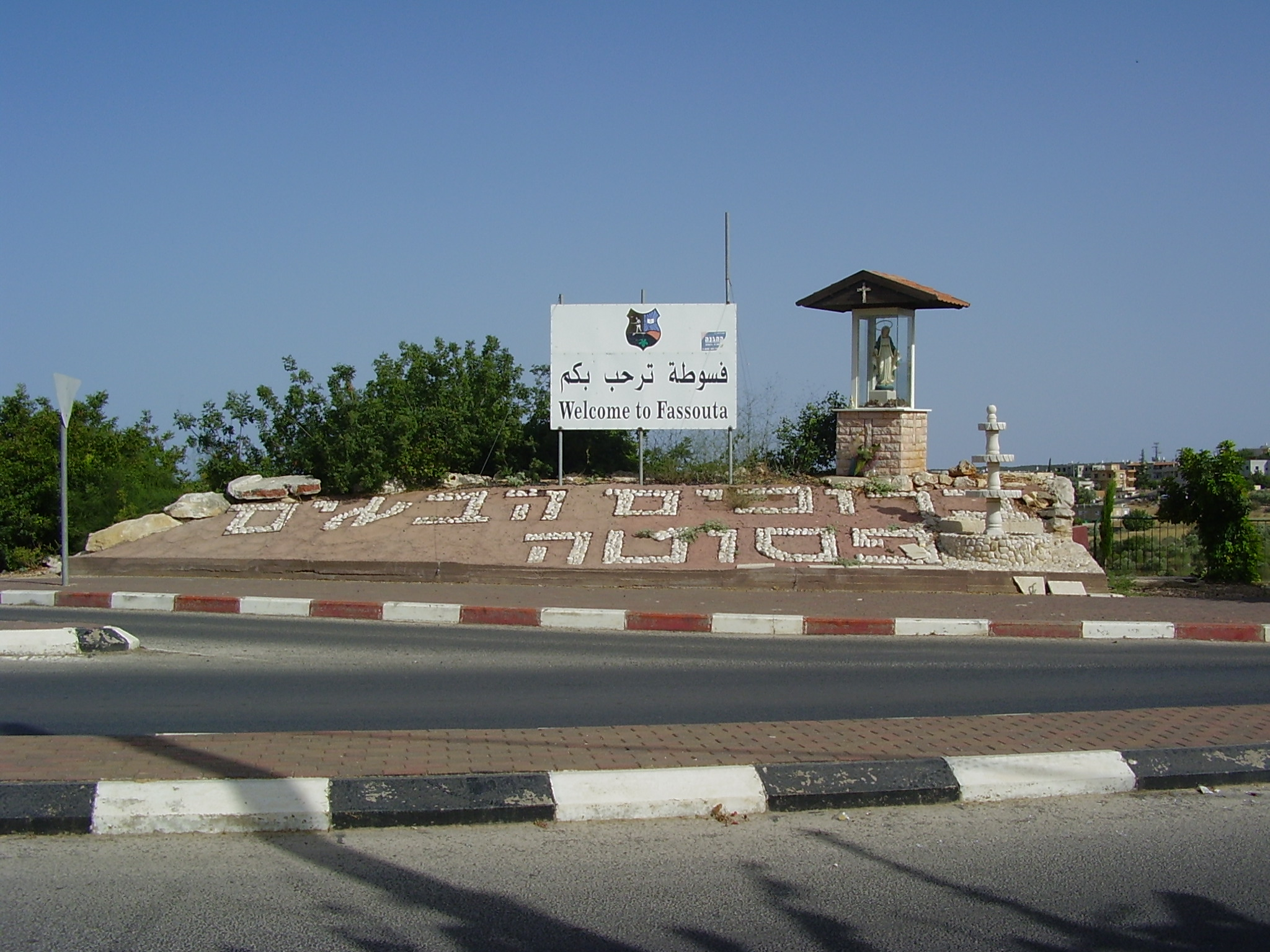
Entrada a la ciudad de Fassuta.

## Historia

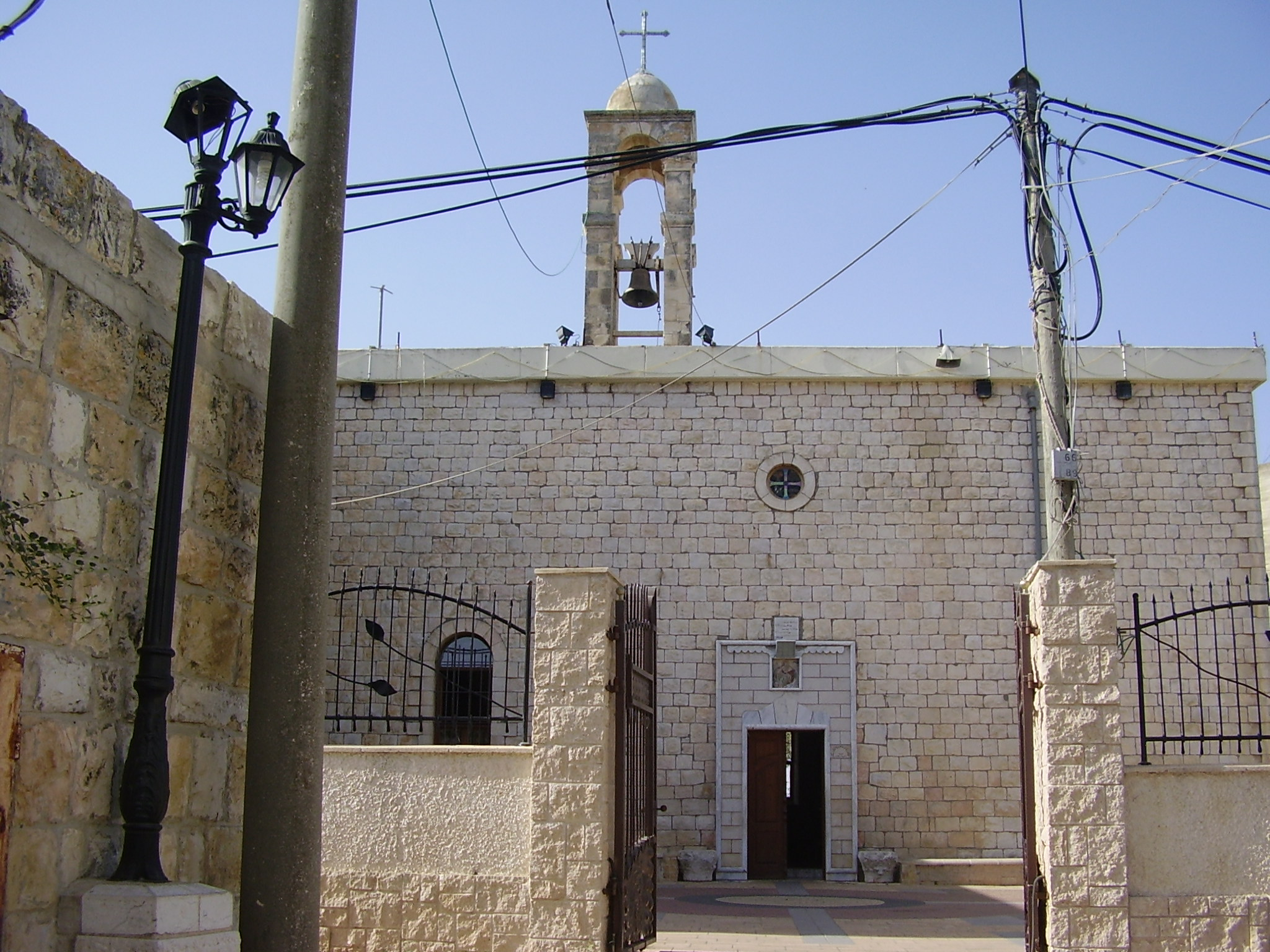
La iglesia de Mar Elias, construida en 1907 en Fassuta

Fassuta se construyó sobre las ruinas del castillo cruzado de Fassove, el cual a su vez fue construido sobre las ruinas de Mifshata, una aldea judía establecida tras la destrucción del Segundo Templo en el año 70. En 1183 Godfrey de Tor vendió la tierra de la aldea a Joscelino III de Edesa. En 1220, la hija de Jocelyn III, Beatrix de Courtenay y su esposo Otto von Botenlauben, Conde de Henneberg, vendieron sus tierras, incluyendo Fassove, a los Caballeros Teutónicos

## Demografía
De acuerdo a los datos del censo de la Oficina Central de Estadísticas de Israel (CBS), en el año 2015 vivían unas 3026 personas en Fassuta, con una tasa de crecimiento del 1.6%. Todos los habitantes son cristianos de la iglesia greco-católica melquita. En el año 2000, el 60,5% de los estudiantes de secundaria de Fassuta aprobó el examen de matrícula de Bagrut. En el 2000, la ingreso promedio fue de NIS 3748, comparada con el promedio nacional de NIS 6835.
En 2007, la iglesia Mar Elias en Fassuta celebró su centenario. Recibió su nombre del profeta Elías, quien es el santo patrono de la aldea. En la plaza central hay una gran estatua de Mar Elias.

## Personalidades relevantes de Fassuta
- Anton Shammas (1950-), escritor.[3]
- Sabri Jiryis (1938-), escritor y abogado, graduado en la Facultad de Leyes (de la Universidad Hebrea) y prominente activista palestino. En 1975 Arafat lo envió a Washington D. C. para abrir una oficina de representación del pueblo palestino.
- Mando Giries (1985-), cantante palestino, ganador del premio New Star de Belén.